# Team SD Worx
A Team SD Worx (Código UCI: SDW) é uma equipa de ciclismo feminina dos Países Baixos de categoria UCI Women's Team, máxima categoria feminina do ciclismo de estrada a nível mundial.

## História
Os seus patrocinadores principais tem sido Boels Rental -companhia de aluguer de maquinaria industrial- e Dolmans Landscaping -empresa de jardinagem e serviços relacionados- ambas neerlandesas. Ainda que também colaboram com a equipa dezenas de pequenos patrocinadores e colaboradores.
Criou-se em 2010 e em 2011 subiu ao profissionalismo. O ponto de inflexão para o crescimento da equipa foi quando Boels entrou como patrocinador principal coincidindo com o contrato de Elizabeth Armitstead em 2013 -pista que foi subcampeã olímpica em estrada 2012-. Depois, progressivamente, tem ido incorporando a ciclistas de nível como Megan Guarnier (2013), Evelyn Stevens e Ellen Van Dijk (em 2014) e Chantal Blaak (em 2015). Isso tem feito que a equipa se converta num dos melhores do mundo em dura concorrência com o também neerlandês Rabo Liv Women Cycling Team (entre os 3 primeiros dos rankings da Copa do Mundo e Ranking UCI desde 2014).
Com respeito à procedência de suas corredoras como a maior parte das melhores ciclistas neerlandesas estão no mencionado Rabo Liv esta equipa é bem mais internacional (desde 2013 a Rabo-Liv tem tido entre 8 e 10 neerlandesas enquanto o Boels Dolmans «só» tem tido entre 3 -em 2016- e 7).
Em 2021 a equipa muda de patrocinador para SD Work -especialista em nómina e RRHH- assinando um contrato de quatro anos que garantirá que a equipa participe na máxima categoria do ciclismo feminino mundial.

## Material ciclista
A equipa usa bicicletas [[Specialized] e componentes são da marca Sram, as rodas Zipp, as gafas Oakley e os maillots Bio-Racer.

## Sede
A sua sede encontra-se em Bunde (Limburgo) (Paswe 24, 6240 AA).

## Classificações UCI

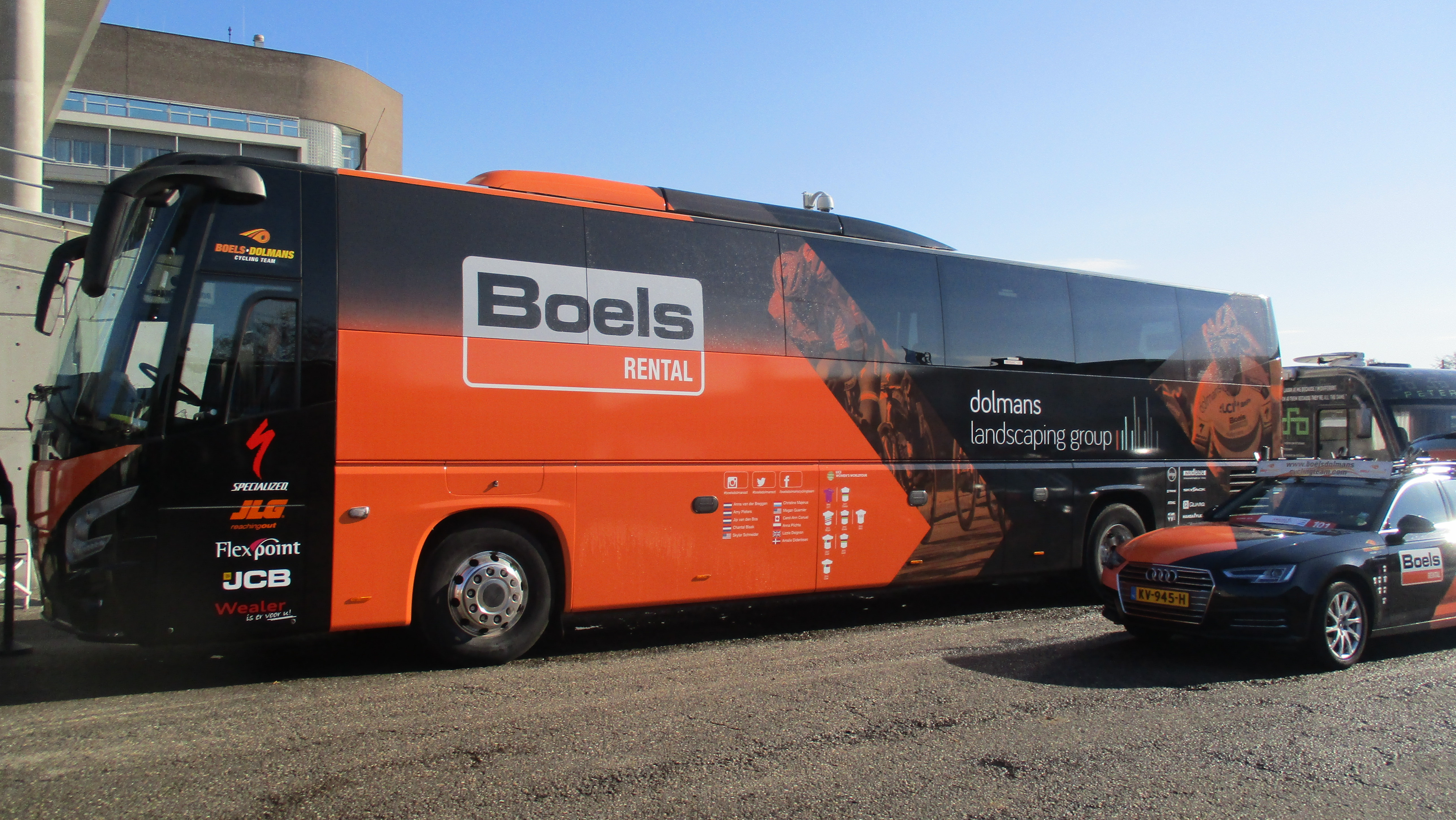
Autocarro da equipa

A União Ciclista Internacional elabora o Ranking UCI de classificação dos ciclistas e equipas profissionais. A classificação da equipa e de sua ciclista mais destacada são as seguintes:
| Ano  | Classificação por equipas | Melhor corredora na classificação individual | Posição |
| 2010 | -                         | Janneke Ensing                               | 341.ª   |
| 2011 | 13.º                      | Martine Bras                                 | 16.ª    |
| 2012 | 19.º                      | Martine Bras                                 | 90.ª    |
| 2013 | 11.º                      | Elizabeth Armitstead                         | 17.ª    |
| 2014 | 3.º                       | Elizabeth Armitstead                         | 3.ª     |
| 2015 | 2.º                       | Elizabeth Armitstead                         | 2.ª     |

A União Ciclista Internacional também elabora o ranking da Copa do Mundo de Ciclismo feminina de classificação dos ciclistas e equipas profissionais nestas provas de um dia. Desde o 2016 foi substituído pelo UCI World Tour Feminino no que se incluíram algumas provas por etapas. A classificação da equipa e de sua ciclista mais destacada são as seguintes:
| Ano  | Classificação por equipas | Melhor corredora na classificação individual | Posição |
| 2011 | 8.º                       | Martine Bras                                 | 9.ª     |
| 2012 | 9.º                       | Martine Bras                                 | 36.ª    |
| 2013 | 8.º                       | Elizabeth Armitstead                         | 14.ª    |
| 2014 | 2.º                       | Elizabeth Armitstead                         | 1.ª     |
| 2015 | 3.º                       | Elizabeth Armitstead                         | 1.ª     |
| 2016 | 1.º                       | Megan Guarnier                               | 1.ª     |
| 2017 | 1.º                       | Anna van der Breggen                         | 2.ª     |
| 2018 | 1.º                       | Anna van der Breggen                         | 2.ª     |
| 2019 | 1.º                       | Anna van der Breggen                         | 5.ª     |
| 2020 | 2.º                       | Anna van der Breggen                         | 1.ª     |

## Palmarés
Para anos anterióres veja-se: Palmarés da Team SD Worx.

### Palmarés 2021

#### UCI WorldTour Feminino
| Datas       | Corridas                            | Ganhadora                   |
| 6 de março  | Strade Bianche                      | Chantal van den Broek-Blaak |
| 21 de abril | Flecha Valona                       | Anna van der Breggen        |
| 25 de abril | Liège-Bastogne-Liège                | Demi Vollering              |
| 23 de maio  | 4.ª etapa da Volta a Burgos Féminas | Anna van der Breggen        |
| 23 de maio  | Volta a Burgos Féminas              | Anna van der Breggen        |

#### UCI ProSeries
| Datas           | Corridas              | Ganhadora            |
| 27 de fevereiro | Omloop Het Nieuwsblad | Anna van der Breggen |
| 17 de março     | Nokere Koerse         | Amy Pieters          |

#### Calendário UCI Feminino
| Datas       | Corridas                         | Ganhadora            |
| 10 de março | 1.ª etapa do Healthy Ageing Tour | Jolien D'Hoore       |
| 12 de março | 3.ª etapa do Healthy Ageing Tour | Lonneke Uneken       |
| 21 de março | Omloop van de Westhoek           | Christine Majerus    |
| 16 de maio  | Grande Prêmio Cidade de Eibar    | Anna van der Breggen |
| 18 de maio  | Durango-Durango Emakumeen Saria  | Anna van der Breggen |

#### Campeonatos nacionais
| Datas | Corridas | Ganhadora |

## Elencos
Para anos anteriores, veja-se Elencos da Team SD Worx

### Elenco de 2021
| Integrantes da equipe 2021  | Integrantes da equipe 2021 | Integrantes da equipe 2021        | Integrantes da equipe 2021 |
| Ciclista                    | Data de nascimento         | Equipe anterior                   |                            |
| --------------------------- | -------------------------- | --------------------------------- | -------------------------- |
| Anna van der Breggen        | 18 abril 1990              | Rabo Liv Women (2016)             |                            |
| Karol-Ann Canuel            | 18 abril 1988              | Velocio-SRAM (2015)               |                            |
| Elena Cecchini              | 25 maio 1992               | Canyon-SRAM Racing (2020)         |                            |
| Jolien D'Hoore              | 14 março 1990              | Mitchelton-Scott (2018)           |                            |
| Niamh Fisher-Black          | 12 agosto 2000             | Bigla-Katusha (2020)              |                            |
| Roxane Fournier             | 7 novembro 1991            | Chevalmeire (2020)                |                            |
| Christine Majerus           | 25 fevereiro 1987          | Sengers (2013)                    |                            |
| Ashleigh Moolman Pasio      | 9 dezembro 1985            | CCC-Liv (2020)                    |                            |
| Nikola Nosková              | 1 julho 1997               | Bigla-Katusha (2020)              |                            |
| Amy Pieters                 | 1 junho 1991               | Wiggle High5 (2016)               |                            |
| Anna Shackley               | 17 maio 2001               | Breeze (2020)                     |                            |
| Lonneke Uneken              | 2 março 2000               | Hitec Products-Birk Sport (2019)  |                            |
| Chantal van den Broek-Blaak | 22 outubro 1989            | Specialized-Lululemon (2014)      |                            |
| Demi Vollering              | 15 novembro 1996           | Parkhotel Valkenburg (2020)       |                            |
| Blanka Vas (1 jun.–31 dez.) | 3 setembro 2001            | Doltcini-Van Eyck-Proximus (2021) |                            |
|                             |                            |                                   |                            |
| Fonte: ProCyclingStats      |                            |                                   |                            |

## Ciclistas destacadas
| - Elizabeth Armitstead (2013-2017) - Chantal Blaak (2015-2017) - Martine Bras (2011-2013) - Elena Chalvykh (2012) - Amalie Dideriksen (2015-2017) - Megan Guarnier (2014-2017) - Romy Kasper (2013-2016) | - Christine Majerus (2014-2017) - Mascha Pijnenborg (2011-2012) - Winanda Spoor (2011-2012) - Evelyn Stevens (2015-2016) - Laura Van Der Kaamp (2011-2012) - Ellen Van Dijk (2014-2016) - Adrie Visser (2013) |

- Nesta listagem encontram-se as ciclistas que tenham conseguido alguma vitória para a equipa.